# Muriel Hermine
Muriel Hermine, née le 3 septembre 1963 au Mans, est une sportive française pratiquant la natation synchronisée. Après sa première retraite sportive, Muriel Hermine a entamé une carrière de créatrice de spectacles. Elle est actuellement coach de vie et coach mental en entreprise et pour les particuliers.

## Carrière sportive
Son grand-père lui apprend à nager dans la mer à six ans. Commençant la natation sportive à l'âge de huit ans à Tours, elle découvre la natation synchronisée quatre ans plus tard. À force de l'accompagner, sa mère devient entraîneur puis juge national en natation synchronisée. Deux ans plus tard elle est sélectionnée en équipe de France. Durant les années de compétition, elle accumule les titres de championne de France (12) et de championne d'Europe (4). Elle gagne une médaille de bronze aux Championnats du monde de Madrid en 1986.
Après les Jeux olympiques de Séoul et sa 4e place, Muriel Hermine met un terme à sa carrière sportive et s'oriente vers la création de spectacles aquatiques : Sirella, Crescend'O, Freedom.
La présentation de son 3e spectacle, Freedom, dans la maison des esclaves sur l'île de Gorée (Sénégal) marque un tournant dans sa carrière. Muriel Hermine créé son ONG « J'ai un rêve ». Plus de 4 000 jeunes en grandes difficultés familiales et scolaires, tant en France qu'au Sénégal, ont déjà bénéficié de son travail et celui de son équipe[réf. nécessaire].
En avril 2014, elle repart en compétition mondiale. En août 2015, à près de 52 ans, elle remporte les Championnats du monde Masters et décroche le titre mondial toutes catégories confondues,.

## Carrière artistique
Dès 1991, Muriel Hermine crée un nouveau genre de spectacles aquatiques qui sera huit ans plus tard reproduit par le Cirque du Soleil[réf. nécessaire].
- 1991 à 1994 : son premier spectacle aquatique, Sirella, est créé à Paris et se joue au Zénith de Paris (80 000 spectateurs), en tournée Française (200 000 spectateurs), et au Japon (plus de 500 000 spectateurs).
- 1997 : son deuxième spectacle, Crescend'O, marque la rencontre entre les mondes du cirque et de l'eau. Il est joué pendant deux ans au Cirque d'Hiver avant de s'installer sous chapiteau dans le village de Disneyland Paris.
- 2003 : le spectacle sans eau Freedom traite du sujet de l'esclavage et du racisme. Créé au Cirque d'Hiver, il s'agit de son premier spectacle sans eau qui sera joué en avant première au Sénégal[2].

## Palmarès
- Championne du monde 2015 (Kazan) catégorie Masters
- 13 fois championne de France
- 4 fois championne d'Europe
- Médaille de bronze aux Mondiaux de Madrid
- Finaliste des Jeux olympiques : 7e en 1984 et 4e en 1988.

## Télévision
- En 1981, elle est élue Miss Anjou à Chalonnes-sur-Loire[5] mais décide de ne pas participer à la finale Miss France 1982 pour préparer les Championnats du monde à Guayaquil en Équateur.
- En 1984, elle joue dans le film de Patrick Schulmann Aldo et Junior, aux côtés d'Aldo Maccione, film tiré de la BD Junior de Georges Wolinski.
- À partir de 1987, elle participe à plusieurs émissions de Fort Boyard au profit d'associations.
- En 1996, elle joue dans l'épisode 20 de la série Jamais deux sans toi...t.
- En 2013, elle fait partie du jury de la première saison de l'émission télévisée Splash : le grand plongeon.

## Coaching
Elle obtient en 2015 son Master 2 en coaching. Elle propose depuis des coachings personnels en entreprise, ainsi que pour les particuliers. Elle s'est en parallèle formée aux soins énergétiques, notamment au Reiki et au magnétisme.

## Radio
- Depuis septembre 2020, elle anime une émission de radio de coaching "Écoutons nous" sur Sud Radio.

## Youtube
Elle ouvre en 2021 sa chaîne Youtube sur le développement personnel. Elle y organise également chaque mardi son émission en live "Les mardis du coaching" où elle aide les internautes sur une problématique de leur choix (reconversion professionnelle, confiance en soi...)

## Vie privée
Elle a deux fils, Killian et Quentin, nés de son union avec Yannick. Le couple est séparé.